# Fran Villalba
Francisco José Villalba Rodrigo dit « Fran Villalba », né le 11 mai 1998 à Valence, est un joueur de football espagnol, qui évolue au poste de milieu de terrain. Il joue au sein du club de Santos Laguna.

## Biographie

### En club
Le 27 août 2020, il est prêté à Villarreal.

### En équipe nationale
Avec les moins de 17 ans, il participe au championnat d'Europe des moins de 17 ans en 2015. Lors de cette compétition, il joue cinq matchs, inscrivant un but contre la Bulgarie.